# Овар (Португалія)
Ова́р (порт. Ovar; МФА: [o.ˈvaɾ]) — муніципалітет і місто в Португалії, в окрузі Авейру. Розташований у північно-західній частині країни, на березі Атлантичного океану, на теренах історичної португальської провінції Бейра. Належить до Авейрівської діоцезії Католицької церкви в Португалії. Права міського самоврядування має з 1514 року. Поділяється на 5 парафій. За адміністративним поділом, чинним до 1976 року, був складовою провінції Берегова Бейра. Площа муніципалітету — 147,70 км², населення муніципалітету — 55398 ос. (2011); густота населення — 375,07 осіб/км²
. Патрон — святий Христофор. Святковий день муніципалітету — 25 липня. Поштовий індекс — 3880.  Код місцевої адміністративної одиниці — 0115. Складова статистичного регіону Центр. Перебуває у складі великої міської агломерації Велике Авейру.

## Географія
Овар розташований на північному заході Португалії, на північному заході округу Авейру.
Місто розташоване за 26 км на північ від міста Авейру.
Овар межує на півночі з муніципалітетом Ешпіню, на північному сході — з муніципалітетом Санта-Марія-да-Фейра, на сході — з муніципалітетом Олівейра-де-Аземейш, на півдні — з муніципалітетами Ештаррежа і Муртоза. На заході омивається водами Атлантичного океану.

### Клімат
| Клімат Овара            | Клімат Овара | Клімат Овара | Клімат Овара | Клімат Овара | Клімат Овара | Клімат Овара | Клімат Овара | Клімат Овара | Клімат Овара | Клімат Овара | Клімат Овара | Клімат Овара | Клімат Овара |
| Показник                | Січ.         | Лют.         | Бер.         | Квіт.        | Трав.        | Черв.        | Лип.         | Серп.        | Вер.         | Жовт.        | Лист.        | Груд.        | Рік          |
| Середній максимум, °C   | 13,5         | 14,3         | 16,2         | 17,5         | 19,6         | 22,7         | 24,7         | 25,0         | 24,0         | 20,9         | 16,7         | 13,9         | 19,1         |
| Середня температура, °C | 9,3          | 10,1         | 11,5         | 12,9         | 15,1         | 18,1         | 19,9         | 19,8         | 19,0         | 16,2         | 12,3         | 9,9          | 14,5         |
| Середній мінімум, °C    | 5,1          | 5,9          | 6,8          | 8,3          | 10,6         | 13,5         | 15,0         | 14,6         | 13,9         | 11,4         | 7,9          | 5,9          | 9,9          |
| Днів з опадами          | 14           | 13           | 11           | 10           | 9            | 6            | 2            | 3            | 6            | 10           | 12           | 12           | 108          |
| ----------------------- | ------------ | ------------ | ------------ | ------------ | ------------ | ------------ | ------------ | ------------ | ------------ | ------------ | ------------ | ------------ | ------------ |
| Джерело: www.yr.no      |              |              |              |              |              |              |              |              |              |              |              |              |              |

## Історія
1514 року португальський король Мануел I надав Овару форал, яким визнав за поселенням статус містечка та муніципальні самоврядні права.

## Населення
| Кількість мешканців | Кількість мешканців | Кількість мешканців | Кількість мешканців | Кількість мешканців | Кількість мешканців | Кількість мешканців | Кількість мешканців | Кількість мешканців | Кількість мешканців | Кількість мешканців | Кількість мешканців | Кількість мешканців | Кількість мешканців | Кількість мешканців |
| ------------------- | ------------------- | ------------------- | ------------------- | ------------------- | ------------------- | ------------------- | ------------------- | ------------------- | ------------------- | ------------------- | ------------------- | ------------------- | ------------------- | ------------------- |
| 1864                | 1878                | 1890                | 1900                | 1911                | 1920                | 1930                | 1940                | 1950                | 1960                | 1970                | 1981                | 1991                | 2001                | 2011                |
| 21 526              | 22 684              | 25 217              | 25 605              | 27 510              | 26 736              | 29 970              | 30 657              | 33 348              | 35 320              | 40 615              | 45 378              | 49 659              | 55 198              | 55 398              |

## Парафії
- Арада
- Кортегаса
- Ешморіш
- Маседа
- Овар
- Сан-Вісенте-де-Перейра-Жузан
- Валега
- Сан-Жуан-де-Овар